# SMS Posen (1908)
«Позен» (нем. SMS Posen) — линейный корабль типа «Нассау», входивший в состав Германского флота в 1910 — 1918 годах и принимавший участие в боевых действиях на море в период Первой мировой войны.

## Проект и особенности конструкции
Линейные корабли типа «Нассау» — первые германские линкоры-дредноуты, создававшиеся в качестве ответа на появление в составе британского флота родоначальника этого класса и последовавших за ним собратьев.
Несмотря на использование в качестве главной энергетической установки устаревших паровых машин, а также неудачного ромбического расположения артиллерии главного калибра, корабли отличались великолепной для своего времени подводной защитой и бронированием с применением ряда новейших технологий того времени. В частности, впервые в мировой практике, использовались металлические гильзы для зарядов главного калибра.

## Строительство
Наряду с линейным кораблём «Рейнланд» («Ersatz Sachsen»), будущий «Позен» («Ersatz Baden») составлял вторую пару германских дредноутов, заказанных по бюджету 1907 года.
Заказ на постройку был выдан 13 ноября 1906 года верфи Germaniawerft в Киле, закладка состоялась 11 июня 1907 года. 12 декабря 1908 года корабль был спущен на воду, а 31 мая 1910 года был принят в состав флота.